# Julie Ofsoski
Julie Gail Ofsoski (Wellington, 4 aprile 1973) è un'ex cestista neozelandese.

## Carriera
Con la Nuova Zelanda ha disputato i Giochi olimpici di Sydney 2000 e quelli di Atene 2004.